# Попадьїно
Попа́дьїно (рос. Попадьино) — присілок у складі Дмитровського міського округу Московської області, Росія.

## Населення
Населення — 32 особи (2010; 38 у 2002).
Національний склад (станом на 2002 рік):
- росіяни — 97 %